# Claude Michel (Gianni Marzano)
Ne doit pas être confondu avec Claude-Michel Schönberg.
Claude Michel nom de scène de Gianni Marzano né à  Jupille le 12 mars 1950 est un chanteur belge de variétés. 

## Biographie
Gianni Marzano est le fils de parents italiens émigrés en Belgique. Il nait à Jupille dans la province de Liège le 12 mars 1950.
Après des études primaires il s'adonne à la coiffure. Il démarre une carrière musicale en 1970  à l'âge de 20 ans, dans les bals locaux des localités de la région de Liège. son premier titre à succès  « Comme je t’aime » qui date de 1973 se place dans les hits en Belgique et en France. Il fait partie de la « vague des chanteurs de charme belges » des années 1970,,.

## Discographie

### 45 t
- 1973 : Comme je t’aime , Disques Vogue, [France] ref. 45. V. 3026
- 1974 :
  - Aime-moi comme je t’aime, Vogue, [France] ref. 45 VB 12012
  - Chaque jour, je pense à toi, Vogue, [France] ref. 45 VB 3068
  - Mon amour, mon été, Vogue, [France] ref. 45 VB 3110
- 1975 : 
  - Ce soir, Vogue / Constant Defourny, [France] ref. 45 VB 12 133
  - Je m’ennuie de toi, Vogue / Constant Defourny, [France] ref. 45 VB 14019
  - Ce soir / Je m’ennuie de toi / Comme je t’aime…, [France] Vogue, ref. LDY. 28.052
- 1976 : 
  - Une histoire d’amour, Vogue / Constant Defourny, [France] ref. 45 VB 14 102
  - Juliana, Vogue / Constant Defourny, [France] ref. 45. VB. 140189
- 1977 : Mal d’amour (sous le nom de « Gianni MARZANO »), [France] Vogue, ref. 45.VB.140310
- 1978 : Diable que je t’aime, Vogue, [France] ref. 45. V. 1138
- 1980 : 
  - Si j’étais, Vogue, [Belgique] ref. VB 588
  - Dans les rues de Londres, Vogue, ref. VB. 614
- 1981 : J’me sens très seul, Vogue,[Belgique] ref. VB. 641
- 1982 : Si par bonheur,Vogue,[Belgique] ref. VB. 673
- 1983 : Elle danse, Vogue,[Belgique] ref. VB.740
- 1985 : Maladie, mal d’amour,[France] Tréma, ref. 410.290
- 1986 : Serre-moi, Cocorico,[Belgique] ref. 450 003
- 1987 : 
  - Je m’ennuie de toi ( stand by me ), Disques Carrère,[Belgique] ref. 125.017
  - Je m’ennuie de toi ( stand by me ), SURF,[Belgique] ref. 450005
- 1988 : 
  - Décalcomanie, Carrère,[Belgique] ref. 125.205
  - Je t’aime plus que tout, Carrère,[Belgique] ref. 125.239
- 1992 : 
  - T’aimer, RM Records,[Belgique] ref. 1180 127
  - Elle danse la señorita,RM Records,[Belgique] ref. 1180 297[6].